# كونتينون

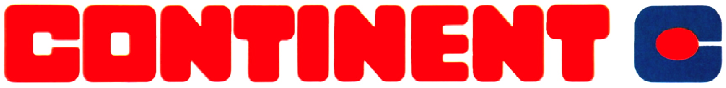
شعار كونتينون المعتمد منذ عام 1972 إلى 1995.

كونتيتون شركة فرنسية قديمة، أُنشأت سنة 1972 وقد كانت تابعة لمجموعة بروموديس حتى سنة 1999 عندما اندمجت مجموعة بروموديس مع مجموعة كارفور.